# Deuterocohnia pedicellata
Deuterocohnia pedicellata là một loài thực vật có hoa trong họ Bromeliaceae. Loài này được W.Till mô tả khoa học đầu tiên năm 2004.